# Czetyrki (rejon smorgoński)
Czetyrki (biał. Чатыркі; ros. Четырки) − wieś na Białorusi, w obwodzie grodzieńskim, w rejonie smorgońskim, w sielsowiecie Krewo.

## Historia
W czasach zaborów wieś w gminie Krewo, w powiecie oszmiańskim, w guberni wileńskiej Imperium Rosyjskiego. W 1866 roku liczyła 29 dusz rewizyjnych, należała do dóbr skarbowych Krewo. W 1905 roku wieś liczyła 98 mieszkańców, 193 dziesięcin.
W latach 1921–1945 wieś leżała w Polsce, w województwie wileńskim, w powiecie oszmiańskim, w gminie Krewo.
W 1931 wieś w 24 domach zamieszkiwało 128 osób.
Wierni należeli do parafii rzymskokatolickiej w Borunach i prawosławnej w Krewie. Miejscowość podlegała pod Sąd Grodzki w Smorgoniach i Okręgowy w Wilnie; właściwy urząd pocztowy mieścił się w Krewie.
Po II wojnie światowej w granicach Związku Sowieckiego. Od 1991 w niepodległej Białorusi.